# 메르데카 118
KL118, Warisan Merdeka(영어: Heritage of Independence), (자위 문자: واريثن مرديکا),  (한국어: 쿠알라룸푸르 118, 메르데카 PNB 118)은 118층, 679m의 마천루로 말레이시아의 수도 쿠알라룸푸르에 위치한 건물이다.

## 시설
KL118 타워는 복합 건물로 호텔, 오피스,등 수많은 기능을 가진 건물이다. 그 외에도 건물의 최상층에는 전망대가 설치될 예정이다.
| 층수 | 시설 |
| ---- | ---- |

## 진행[완공]

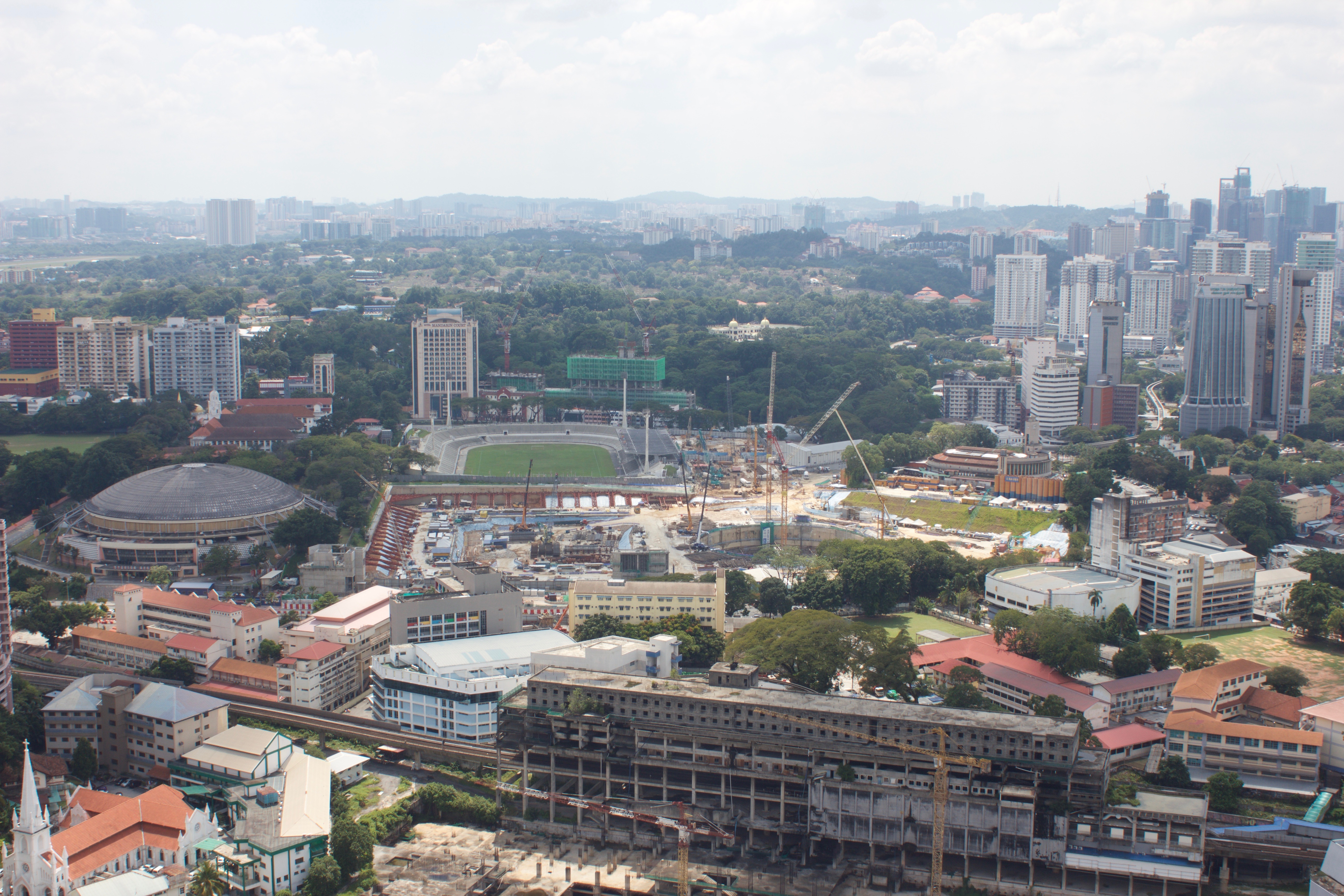
2016년 11월 13일 북쪽(남쪽 방향)에서 본 KL118 건설 현장

대한민국, 중화인민공화국, 말레이시아 등 건설회사가 개발하고 있다. 이 회사는 2015년 1월 28일 자신의 엔지니어링, 조달 및 건설 입찰을 제출하여야 한다.
핀란드의 그룹이 프로젝트를 위해 약 105대의 엘리베이터와 에스컬레이터를 공급한다.

## 같이 보기
- 마천루 목록
- 아시아의 마천루 목록
- 말레이시아의 마천루 목록
- 쿠알라룸푸르의 마천루 목록
- 100층 이상의 마천루 목록
- 아제르바이잔 타워
- 인디아 타워
- 지다 타워
- 월드 원